# Lánao del Sur
Lánao del Sur (inglés: Southern Lánao; maranao: Ranaw Masarik; cebuano: Habagatang Lanaw; tagalo: Timog Lanaw) es una provincia en la Región Autónoma de la Nación Mora en el Mindanao Musulmán en Filipinas. Su capital es la antigua ciudad de Dansalán hoy denominada oficialmente Marawi.

## Geografía
Se encuentra en la provincia el Lánao, el lago más grande en Mindanao, donde se encuentran las Cataratas María Cristina, las más grandes en el país.

## Idioma
El maranao es el idioma principal de la provincia. También se hablan cebuano y filipino.

## División administrativa
Políticamente la provincia de Lánao del Sur, de primera categoría,  se divide en una ciudad, Dansalán, 39 municipios y 1.159 barrios.
Consta de 2 distritos para las elecciones al Congreso.
| Ciudad/Municipio                | N.º de Barrios | Población (2010) | Área (km²) | Código    |
| ------------------------------- | -------------- | ---------------- | ---------- | --------- |
| Bacolod Grande (Bacolod-Kalawi) | 26             | 18.555           | 491,57     | 153601000 |
| Balabagán                       | 27             | 25.139           | 230,00     | 153602000 |
| Uato, Balindong (Watu)          | 38             | 26.007           | 453,94     | 153603000 |
| Bayang                          | 49             | 21.472           | 230,00     | 153604000 |
| Bionidayán                      | 26             | 19.493           | 280,00     | 15360500  |
| Bubong                          | 36             | 19.455           | 798,50     | 15360600  |
| Butig                           | 16             | 16.642           | 331,49     | 15360700  |
| Ganassi                         | 32             | 20.205           | 256,00     | 15360900  |
| Kapai                           | 20             | 20.205           | 398,50     | 15361000  |

## Historia

### Influencia española
Este territorio fue parte del Imperio español en Asia y Oceanía (1520-1898).
En 1637, Sebastián Hurtado de Corcuera envía una expedición para someter a los pueblos ribereños del lago Lánao. La evangelización de esta comarca correspondía a los jesuitas.
El mando de expedición, formada por cincuenta españoles y cien caraganes, lo ejercía el capitán Francisco Atienza, Alcalde Mayor de Caraga. Desembarcó en Bayug, adentrándose en  territorio maranao, llegar al lago el 4 de abril de 1639, en cuyas riberas habitaban 800 familias, unas dos mil almas. Los datos Datus de Lánao se sometieron a los españoles, aceptando el pago de tributos y acogiendo a los misioneros.
Los maranaos reunieron 6.000 guerreros reclutados de entre los cuatro confederaciones de Lánao. Al conocerlo el gobernador Al Monte envía refuerzos al mando de Pedro Fernández del Río con 70 españoles y 500 bisayas. Al pasar por  Butig sale a su encuentro el Jerife Matinding, que estaba casado con Gayang, una hermana de Sultán Kudarat. Tras vencer la feroz resistencia del Jerife, Pedro del Río llegó a las orillas del lago, donde se une a las fuerzas de Atienza. 
En octubre de este mismo año una fuerza adicional de 50 españoles y 500 boholanos llegó bajo el mando del capitán Pedro Bermúdez de Castro con la intención de construir el fuerte de Dansalán.
Los maranaos asediaron el fuerte de nueva construcción y capturaron tres barcos españoles, traídos de Bayug. Atienza formó una expedición de rescate y después de 29 días de asedio rompe el cerco. 
Conscientes de la dificultad de mantener la plaza los españoles procedieron a quemarla, retirándose a Iligan. 
En 1640 Atienza vuelve por segunda vez arrasando los campos pero fracasa en su intento de colonizar y cristianizar a los maranaos.
Hacia 1696 el capitán Rodríguez de Figueroa obtiene del gobierno español el derecho exclusivo de colonizar Mindanao.
El 1 de febrero de este año parte de Iloilo alcanzando la desembocadura del Río Grande de Mindanao, en lo que hoy se conoce como la ciudad de Cotabato.

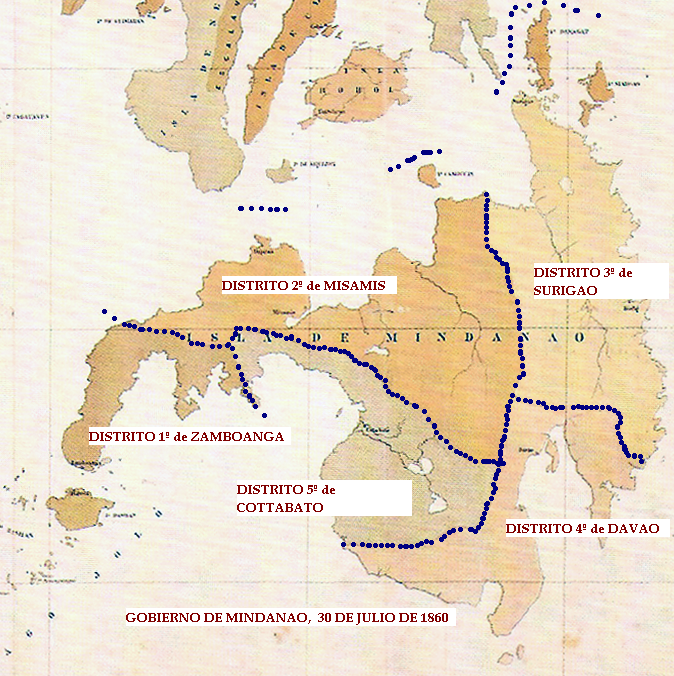
Gobierno de Mindanao: Los 5 Distritos creados por Real Decreto de 30 de julio de 1860.

Para adelantar en la ocupación y dominio de la isla, se creó por Real Decreto de 30 de julio de 1860, el Gobierno de Mindanao; se dividió su territorio en seis distritos; se fijó un meditado plan de operaciones y se adoptó un sistema político militar.
El Distrito 7º de Lanao fue creado a finales del siglo XIX, concretamente el 8 de octubre de 1895. Su territorio, segregado de los distritos 5.º de Cottabato y 2.º de Misamis, no fue dominado completamente por las armas españolas.
En 1889 el gobernador de Filipinas, general Valeriano Weyler,   decidió hacer frente a los Maranaos al frente de 1.242 soldados formados en dos columnas. 
La primera columna partió de Malabang mientras que la segunda columna partió de Iligan. Este ataque de dos frentes recuerda la campaña de 1639.
Dansalán fue conquistada el 19 de agosto de 1889 derrotando a las fuerzas de Dato Amai Pakpak.
En septiembre de 1891, Weyler finaliza su campaña sin llegar conquistar el territorio de los maranaos.
El 15 de mayo de 1892, el jesuita Pablo Pastell plantea un proyecto original para la conquista espiritual y temporal de los sultanatos buscando el rápido progreso hacia la civilización.
El 5 de junio de 1892, los datus de Lánao organizan una alianza para defender la línea del río Agus.
En febrero de 1895, los maranaos atacan los fuertes españoles. El 10 de marzo contraatacan dirigiéndose hacia Dansalán para levantar el asedio, contaban con tres mil hombres entre los que se encontraban voluntarios de Zamboanga, Misamis y Sibugay. En el camino vencen la resistencia de Dato Akader Amai Papak, que muere en combate junto con su hijo, 23 datos y 150 guerreros. Los españoles perdieron 194 hombres.
La guarnición española de Dansalán resistía el sitio.
Los maranaos continuaron su resistencia alrededor del lago, teniendo que llevar al lago los españoles cañoneras.
Todos los esfuerzos de los maranaos para liberar la zona fueron infructuosos, ya que el español se aferró al territorio conquistado hasta su derrota a los norteamericanos en la Guerra Española-Americana que se inició el 1 de mayo de 1898.

### Ocupación estadounidense
En 1899 los propios sultanes condujeron a su pueblo a la lucha contra los invasores  estadounidenses. Desembarcaron en Malabang  ocupando el campamento español al que llamaron Campamento Corcuera.
Dos años más tarde, los estadounidenses se internaron en el lago siendo atacados por los guerreros maranao en Alto Bayang. Amai Barang, Mamarinta, Pitiilan, Sultan de Bayang y 300 guerreros se enfrentaron con los estadounidenses en una batalla feroz. Tanto el sultán como sus hombres fueron aplastados. El campo americano en el Alto Bayang fue nombrado después  Campamento Vicar en recuerdo del capitán Vicar muerto en el combate.
En Tugaya, Dato Saruang y muchos otros también murieron luchando contra las fuerzas estadounidenses.

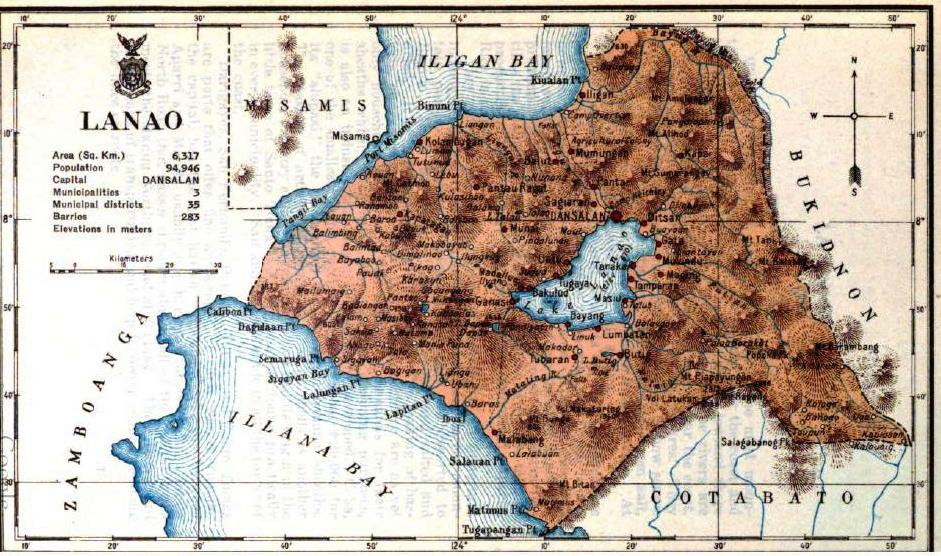
Provincia de Lánao, Census of the Philippine Islands taken under the Direction of the Philippine Legislature in the year 1918.

En 1903, al comienzo de la ocupación estadounidense de Filipinas Cotabato, Lánao y Davao formaban parte de la nueva provincia del Moro. 
La política de atracción de los americanos en Lánao al mando del general Pershing ofreció promesas vacías a los maranaos que sentían que el gobierno les privó con el continuo ejercicio de sus prácticas y de interferencia tradicionales y culturales de su religión, costumbres y tradiciones.
Al crearse el Departamento de Mindanao y Joló en septiembre de 1914 Lánao se convierte en una de sus siete provincias.
Según el censo de 1918 esta provincia tenía una extensión superficial de 6.317 km², la poblaban 94.946 almas que habitaban en 3 municipios, 35 distritos municipales y 283 barrios.
- Municipios de Dansalan (capital), Iligan, Kolambuga y Malabang.

- Distritos municipales de Bakulud, Balut, Bayang, Binidayan, Bubung o Buruun, Butig, Ditsaan, Ganassi, Gata, Kapai, Kapatagan, Lumbatan, Madalum, Madamba, Maging, Mandulog, Marantau, Masiu, Mulundu, Mamungan, Munai, Nunungan, Pantar, Pantau-Ragat o Patarikan, Pualas, Sagtaran o Saguiarán, Suñgud, Tamparan, Taraka, Tatarikan, Tubaran, Tugaya y Uato.

### Independencia
El 22 de mayo de 1959 la provincia de Lánao fue dividida en dos provincias, una que se conoce como Lánao del Norte y el otro como Lánao del Sur.
Lánao del Sur comprende el municipio de Malabang y los siguientes 25 distritos municipales:
| - Pualas - Tatarikan - Tubaran - Binidayan - Bayang | - Ganassi - Butig - Lumbatan - Masiu - Madamba | - Madalum - Bacolod-Grande - Tugaya - Balindong - Marantao | - Saguiaran - Kapai - Wao - Ramain - Babong | - Molundo - Taraka - Lumba-a-Bayabao - Poon-a-Bayabao - Tamparan |  |

El 1 de octubre de 1964 los barrios de Bumbaran, Guiarong, Alto Daguan, Dayantorog, Tugaig, Bayanga y de Lankong, hasta entonces pertenecientes a los municipios de Butig y de  Balabagán, quedan segregados para formar el nuevo municipio de Dianatón, cuyo ayuntamiento se situará en el barrio de Togaig.
El 18 de junio de 1966 los barrios de Togaig, Madalum, Bayanga, Langkong, Sarakan, Kat-bo, Digakapan, Magabo, Tabangao, Tiongko Colodan, Kabamakawan, Kapatagan, Bongabong, Aipang, Dagowan, Bakikis, Bungabung, Losain, Matimos y de Magolatung, hasta entonces pertenecientes a los municipios de Butig y de Balabagán, quedan segregados para formar el nuevo municipio de Dianatón, cuyo ayuntamiento se situará en el barrio de Togaig.
El 4 de mayo de 1967 los barrios de Marogong Proper, Marogong East, Cairantang, Gandamato, Balut, Lindongan, Bolawan, Piangologan, Padas, Canibongan, Mantailoco, Matampay, Mayaman, Cahera, Bagumbayan, Binubaran, Paigoy Coda, Cabasaran, Sarang, Mapantao, Romagondong, Bumbaran, Pasayanun, Bonga, Bitayan, Dirangun, Piamangowan, Pabrica, Puracan y de Tataya, hasta entonces pertenecientes al municipio de Tubarán, quedan segregados para formar el nuevo municipio de Marogong, cuyo ayuntamiento se situará en el barrio de Marogong Proper.
El 4 de mayo de 1967 los barrios de Borua, Alog, Pindolonan, Butod, Dimaro, Lumbac, Balagunun, Dimagalin, Bulao, Borokot, Dasaon, Romapunot, Dilausan, Madaya, Madanding, Malungun, Mimbasa, Pinduolonan, Linindingan, Buadiangcay, Pagalongan, Pilimoknan, Maguing-proper Batobato, Bualan, Tandiongkairan, Rinabor, Minipagalanga, Balintao, Bubong, Dilinbayan, Panayangan, Macadiar, Iclo, Elian, Kianodan, Runggayan, Ilalag, Camalag, Kilala, Cambong, Balawag, Minaring, Dalidigan, Bosicong, Pantao y de Agagan, hasta entonces pertenecientes al municipio de Tubarán, quedan segregados para formar el nuevo municipio de Lumba-Bayabao, cuyo ayuntamiento se situará en el barrio de Dilausán.
El 4 de mayo de 1967 los barrios de Tuka, Buadiposo-Lilod, Pualas, Lumbatan II, Tarik, Sapot, Gata, Villa-Tangkal, Tamporong, Bangon I, Katogonan, Tagondingan, Buadiposo-Proper, Lumbac, Minanga, Cadayonan, Kabasaran, Lumbatan III, Tangkal, Baital, Raya-Bubong, Bubong, Bacolod, Pendolongan, Lumbatan I, Dansalan, Manacab, Buntong, Raya-Buntong, Bangon II, Kalakala y de Paling, hasta entonces pertenecientes al municipio de Ditsa-Ramain, quedan segregados para formar el nuevo municipio de Buadiposo-Buntong, cuyo ayuntamiento se situará en el barrio de Manacab.
El 25 de octubre de 1967, a los efectos de establecimiento de distritos electorales, el registro de votantes y para otros fines electorales, la Comisión resuelve que de conformidad con el RA 4790, el nuevo municipio de Dianaton estará formado por los barrios de Kapatagan, Bongabong, Aipang, Dagowan, Bakikis, Bungabung , Losain, Matimos y Magolatung procedentes de  Balabagan; los barrios de Togaig y Madalum procedentes de Buldon en la provincia de Cotabato; los barrios de Bayanga, Langkong, Sarakan, Kat-bo, Digakapan, Magabo, Tabangao, Tiongko, Colodan y Kabamakawan, procedentes de Parang, también de Cotabato.
El 17 de noviembre de 1967 los barrios de Sumiorang, Ilama, Mansilano, Lico, Ranao-Baning, Aparport, Punud, Lambanogan, Frankfort, Borantacan, Sumogot, Pagalamatan, Sigua-an, Salam, Piagma, Comara, Natangcopan, Bandara-Ingud, Miorod, Pagonayan y de Bagombayan, hasta entonces pertenecientes al municipio de Wao, quedan segregados para formar el nuevo municipio de Bumbarán, cuyo ayuntamiento se situará en el barrio de Aparport.
El 11 de junio de 1968 los barrios de Kianibong, Kingan, Malinao, Mimbagulang, Purung, Inodaran, Cadayonan, Sarimbar, Indolang, Tagoloan, Kolambogan, Sigayan, Kibanog, Malingen, Man-ay, Mipait, Imaon, San Olipio, Marawi, Mago-Ingud, Dagonalan, Banguian, Bayog, Buntong, Ragundang, Pikutan, Patpat, Kamadahan, Bantalan, Molobolo, Quiapo, Logisan, Gayakay, Bansayan, Kitaon, Maganding, Kalilangan, Lantud y de Basigan, hasta entonces pertenecientes al municipio de Kapai, quedan segregados para formar el nuevo municipio de Tagoloán, cuyo ayuntamiento se situará en el barrio del mismo nombre.
El 5 de julio de 1969 los sitios de Lalabuan, Barorao, Purakan, Baguiangan, Kalilangan, Itil, Banago, Butuan, Budas, Igahay, Magolalung, Daguan, Balabagan, Sipang y de Bakikis, pertenecientes a los municipios de Malabang y de Dianatón, quedan segregados para formar el nuevo municipio de Balabagán cuyo ayuntamiento se situará en el sitio de Banago.

### Provincia de Maranao

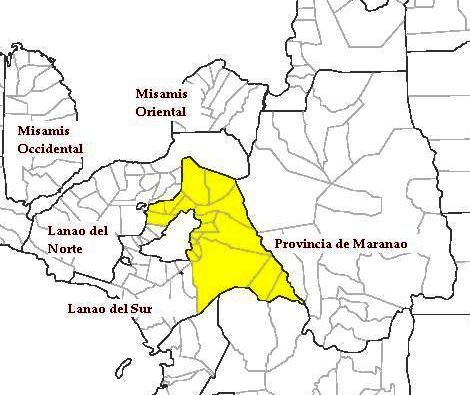
La fallida Provincia de Maranao (Maranaw).

El 4 de octubre de 1971 la provincia fue dividida en dos Maranao y Lánao del Sur, quedando repartidos sus municipios del siguiente modo:
A Maranao corresponden:
| - Masiu - Poona-Bayabao - Lumba-Bayabao | - Wao - Tamparan - Marantao | - Kapai - Bubong - Ramain-Ditsaan | - Mulondo - Saguiaran - Piagapo | - Taraka |  |

La capital de la provincia de Maranaw es la ciudad de Marawi, mientras que la de Lánao del Sur es Malabang.
Permanecen en Lánao del Sur: 
| - Lumbatan - Butig - Bindayan | - Bayang - Tubaran - Tugaya | - Pagayawan - Pualas - Balabagan | - Malabang - Ganassi - Madalum | - Madamba - Bacolod Grande - Balindong |  |

El 17 de junio de 1972 los barrios de  Radapan-Población, Radapan, Katumbacan, Olango, Losod, Pantar, Pualas, Torayas, Basak, Dagundal, Linabo, Putadun, Tambo, Pantaon, Tapocan, Gacap, Bangco, Lindongan, Udalo, Kalanganan, Lininding, Talao, Palacat, Taporog, Dilausan, Baguaingud, Bansayan, Tawaan, Bobonga-Tawaan, Barit, Palao, Mamaan, Bobonga-mamaan, Lumbaca-mamaan, Pindolonan II, Aposong, Lipuga, Catimbawawan, Olowaparidi, Masolun, Ilian, Ilian-Poblacion, Bobonga-Ilian, Manuang, Paling, Dilimbayan, Bobo, Rantian, Kabasaran, Mapantao, Sapingit, Sandeg, Pindolonan, Montring, Paridi, Lumboacogo, Cota, Bualan, Lumbaca-Bualan, Bualan-Proper, Batangan y de Lumbaca-Tambo, hasta entonces pertenecientes al municipio de Saguiarán, pasan a formar el nuevo municipio denominado Piagapo, cuyo ayuntamiento se situará en el barrio de Radapán.
La provincia de Maranaw fue disuelta debido a las perturbaciones que causó la declaración de la ley marcial en las Filipinas.

### Reunificación
El 14 de febrero de 1977 los barrios de Becayawan I, Becayawan II, Bago-ingud, Balaigay, Cadingilan, Casalayan, Dalauan Occidental, Dalauan Oriental, Lamin, Lower Diromoyod, Lumbac, Lumbayanague (Kabasarán), Miniros, Managun, Pimbago, Pitatanglan, Poctan, Raya, Singcara, Upper Diromoyod, Wago, West Balaygay, Punung, Ayong, Pendolonan, Kabuntongan, Dilimbayan, Sultan Village, Saloloy y de Binog, hasta entonces pertenecientes al municipio de Lumbatán; y los barrios de Bualan, Mapantao-Balangas, Pagalongan y de Pantaon, hasta entonces pertenecientes al municipio de Butig; pasan a formar el nuevo municipio de Lumbayanague, cuyo ayuntamiento se sitúa en el barrio del mismo nombre.
El 4 de mayo de 1977 los barrios de Pantaon, Kabasaran, Punud, Lininding, Inodaran, Luguna, Tulatula, Taguranao, Kaoring, Panggawalupa, Baclayan, Dilasun, Bago-Ingud, Dolangan, Kalanaan, Miyanocod, Nginger, East Madaya, Inoma, Tambak, Bumbaran, Lumbakaingud y de Canibongan, hasta entonces pertenecientes al municipio de Pagayaguán; y los barrios de Gas, Kapayoran, Maimbalawag, Lumaginding, Pindolunan, Lodas, Bobongaranao, Tiyangel, Bubonga-Koden, Pagalongan, Posdan, Tulatula, Kalibagat, Lumas, Tapocan, Taguranao, Madaya, Barak, Linao, Loya, Calalanoán Dadowan, Ginawagawi-i, Paso-ay, Inaturan, Magatul, Piksan, Pimping, Tamosan, Minabay, Pantar, Taliboka, Panggawalupa, Marinaut, Papandayan, Bowaan, Di mayong, Katipunan, Kundi y de  Salaga-an, hasta entonces pertenecientes al municipio de Pualas; pasan a formar el nuevo municipio de Calanogas, cuyo ayuntamiento se sitúa en el barrio de Calalanoán.
El 4 de mayo de 1977 los barrios de Rarab, Maganding, Micalubo, Pimbawangun, Manga-apo, Bisong, Pindolonan, Sobuan, Liangan, Mapia-Lupa, Katibong, Ubanoban, Cabontalan, Mama-anun, Maladi, Babasal, Kararao, Romarah, Tual, Dilimbayan, Kapiklan, Ilian, Malico, Tuca, Pansang, Bulangos, Cadalibalo, Polacao, Durian, Biruar, Ramitan, Badak, Tarontong, Kalunti, Punong, Bara-as, Tulatula, Betara, Dimayon, Lindongan, Banangan, Mapantao, Mangan, Kaludan, Madamba, Kumalias, Dilpa, Pagorican, Tangcayan, Linuk, Torogan, Kawa y de Malalis, hasta entonces pertenecientes al municipio de Malabang pasan a formar el nuevo municipio denominado Sultán Gumander, cuyo ayuntamiento se sitúa en el barrio de Liangan.

### Autonomía
Durante la Segunda Legislatura (1 de abril de 1993 – 30 de septiembre de 1996) fue creado el municipio denominado Sultán Dumalondong (MMA Act n.º 36); el municipio de Bacolod Grande cambia su nombre por el de Bacolod-Kalawi (MMA Act n.º 32).
El 23 de  abril de 2001, durante le Tercera Legislatura,  fue creado el municipio de Jerife Alawi (Sharief Alawi), formado por los barrios de Kapai, Coromatán, Malna y Doronán, hasta entonces pertenecientes a Kapai y los de Kitaonán y de Kalitangán de Togoloán II.